# Wólka Łózecka
Wólka Łózecka – wieś w Polsce położona w województwie lubelskim, w powiecie bialskim, w gminie Drelów.
W latach 1975–1998 miejscowość administracyjnie należała do województwa bialskopodlaskiego.
Wieś jest sołectwem w gminie Drelów. Według Narodowego Spisu Powszechnego z roku 2011 wieś liczyła 205 mieszkańców.
Wierni Kościoła rzymskokatolickiego należą do parafii św. Stanisława w Ostrówkach.

## Historia
Wieś Wólka położona w powiecie mielnickim województwa podlaskiego, wchodziła w 1662 roku w skład majętności międzyrzeckiej Łukasza Opalińskiego. W XIX wieku wieś (wówczas Wólka Łuziecka) w dobrach Międzyrzec hrabiny Potockiej  w roku 1883 było tu  45 osad, z gruntem  1118 mórg.